# Badminton (Gloucestershire)
Badminton is een civil parish in het bestuurlijke gebied South Gloucestershire, in het Engelse graafschap Gloucestershire.
De sport badminton zou hier voor het eerst gespeeld zijn.